# Rashed Eisa
Rashed Eisa Al Falasi (arab. راشد عيسى, ur. 24 sierpnia 1990) – emiracki piłkarz grający na pozycji pomocnika w tamtejszym Al-Wasl Dubaj, uczestnik Letnich Igrzysk Olimpijskich 2012, reprezentant Zjednoczonych Emiratów Arabskich do lat 23.

## Kariera klubowa
Eisa w Al-Wasl Dubaj gra od początku kariery, czyli od 2007 roku. W tym klubie jak dotąd nie osiągnął znaczących sukcesów.

## Kariera reprezentacyjna
Eisa w reprezentacji ZEA U-23 zadebiutował w 2012 roku podczas Letnich Igrzysk Olimpijskich 2012 w przegranym 1:2 meczu fazy grupowej z reprezentacją Urugwaju U-23. Podczas kolejnego meczu na tym turnieju z reprezentacją Wielkiej Brytanii U-23 w 60. minucie strzelił bramkę, lecz to nie uchroniło jego drużyny przed porażką 1:3. W ostatnim meczu fazy grupowej przeciwko reprezentacji Senegalu U-23 Eisa zszedł z boiska w 60. minucie i zastąpił go Ali Mabkhout. Ostatecznie mecz zakończył się remisem 1:1, tym samym Zjednoczone Emiraty Arabskie z dorobkiem jednego punktu zajęli ostatnie, 4. miejsce w grupie.